# ای‌ان‌تی‌جی
ENTJ (برونگرایی، شهود، تفکر، قضاوت) یک نشانه است که در نشریات شاخص نوع مایرز بریگز (MBTI) برای اشاره به یکی از شانزده نوع شخصیت مورد استفاده قرار می‌گیرد. ارزیابی MBTI از کار مطالعاتی روان‌پزشک برجسته کارل گوستاو یونگ، توسعه‌یافته‌است که در کتابش انواع شخصیت‌های روان‌شناختی و یک تیپ‌شناسی روانشناختی مبتنی بر نظریه‌های توابع شناختی را پیشنهاد داده است.
با الگوبرداری از کار یونگ، دیگر محققان نیز تیپ‌شناسی‌های روان‌شناختی را توسعه دادند. ارزیابی‌های شخصیت جانگیان شامل ارزیابی MBTI است که توسط Isabel Briggs Myers و Katharine Cook Briggs توسعه‌یافته‌است و پرسشنامه خود-ارزیابی شخصیت Keirsey Temperament Sorter توسط David Keirsey توسعه‌یافته‌است. دیوید کی شخصیت‌های ENTJ را به‌عنوان فیلد مارشال معرفی کرد: یکی از چهار نوع شخصیت وابسته به خلق و خو که او آن‌ها را افراد منطقی می‌نامید. 
ای ان تی جی‌ها حدود ۱–۳٪ از مردانی را در برمی‌گیرند که به‌طور رسمی مورد آزمون قرارگرفته‌اند و شامل ۱–۲٪ از زنان می‌شود. شخصیت ENTJ گرایش به خودمحوری، پرانگیزه بودن، انرژی زیاد، حاضرجوابی، بی‌پروایی و رقابت‌پذیری دارد. آن‌ها معمولاً دیدگاه کلی را در نظر می‌گیرند و استراتژی درازمدتی را ایجاد می‌کنند. آن‌ها معمولاً می‌دانند که چه چیزی می‌خواهند و ممکن است برای دستیابی به اهدافشان از دیگران استفاده ابزاری کنند. ای‌ان‌تی‌جی‌ ها اغلب به دلیل توانایی ذاتی خود برای هدایت گروهی از افراد، نقش رهبری گروه را ایفا می‌کنند. غالباً ممکن است گاهی اوقات بانفوذ و به‌صورت سازمان‌دهی شده، دیگران را با استانداردهای سخت خود قضاوت کنند و در مدنظر قرار دادن نیازهای شخصی با شکست مواجه می‌شوند. 
- برون‌گرایی (E – Extraversion) به درون‌گرایی ارجحیت دارد: ENTJها اغلب از طریق تعامل خود با مردم احساس انگیزش می‌کنند. آن‌ها گرایش به برخورداری از دایره وسیعی از آشنایان دارند و در شرایط اجتماعی به انرژی می‌رسند (درحالی‌که افراد درون‌گرا انرژی صرف می‌کنند).[۴]
- درک شهودی (N – Intuition) به درک احساسی ارجحیت دارد: ENTJها بیشتر گرایش به انتزاعی بودن دارند تا ملموس بودن. ذهن آن‌ها بر روی تصویر کلی تا جزئیات موضوع، و بر روی احتمالات آتی تا واقعیت‌های آنی تمرکز دارد.[۵] آن‌ها به تمرکز بیشتر بر محصول نهایی گرایش دارند تا کار در حال انجام.
- تفکر (T – Thinking) به احساس ارجحیت دارد: ENTJها تمایل به ارزش‌گذاری معیارهای عینی در سطح بالاتری از اولویت شخصی دارند. هنگام تصمیم‌گیری، به‌طور کلی اهمیت بیشتری به منطق می‌دهند تا این‌که ملاحظات اجتماعی را مدنظر قرار دهند.[۶]
- • قضاوت (J – Judgment) به ادراکات ذهنی ارجحیت دارد: ENTJها گرایش به برنامه‌ریزی فعالیت‌های خود و تصمیم‌گیری زودهنگام دارند. آن‌ها حس کنترل را از طریق قابلیت پیش‌بینی می‌یابند، که در انواع ادراکات بصری ممکن است محدودکننده باشد.[۷] اغلب ENTJها سعی می‌کنند نتایج را پیش‌بینی کنند و برنامه‌ریزی کنند.

## خصوصیات ENTJ
ENTJs have a natural tendency to marshal and direct. This may be expressed with the charm and finesse of a world leader or with the insensitivity of a cult leader. The ENTJ requires little encouragement to make a plan. One ENTJ put it this way... "I make these little plans that really don't have any importance to anyone else, and then feel compelled to carry them out." While "compelled" may not describe ENTJs as a group, nevertheless the bent to plan creatively and to make those plans reality is a common theme for NJ types.
ENTJها بر روی ابزارهای کارآمد و سازمان یافته‌ای برای انجام یک کار تمرکز می‌کنند. این گرایش همراه با جهت‌گیری هدفمند، اغلب هم از لحاظ واقع بینانه و هم از لحاظ نظری، ENTJها رادر اجرای یک برنامه بلند مدت تبدیل به رهبران فوق‌العاده می‌کند. ENTJها تمایل دارند که در تصمیم‌گیری خود به شدت مستقل باشند و داری اراده قوی هستند که آن‌ها را در برابر نفوذ خارجی مصون می‌سازد.ENTJ ENTJها عموماً دارای صلاحیت بسیار بالا در تجزیه و تحلیل جهان پیرامون خود هستند و می‌توانند به شیوه منطقی و عقلانی آن را سازماندهی می‌کنند. به دلیل این روش ساده تفکر، ENTJها با انواع بزرگترین مشکلات در استفاده از ملاحظات ذهنی و ارزش‌های عاطفی در فرایند تصمیم‌گیری دست و پنجه نرم کنند.
ENTJها اغلب در کسب و کار و دیگر زمینه‌هایی که نیاز به تجزیه و تحلیل سیستم، تفکر اصولی و ذهن اقتصادی دارد، فوق‌العاده هستند. آنها به صورت پویا و عملی حلال مشکلات هستند. آن‌ها تمایل دارند با تکیه بر توانایی‌های خود دارای سطح بالایی از اعتماد به نفس باشند، که موجب حاضرجوابی و رک گویی آن‌ها می‌شود. در برخورد با دیگران، آن‌ها عموماً خوش‌برخورد، پرجذبه و بدون غرض ورزی هستند و با مخالفت یا انتقاد تحت تأثیر قرار نمی‌گیرند. با این حال، این ویژگی‌ها می‌توانند ENTJها را خودرأی و گستاخ، بی عاطفه و بدقلق نشان دهد. آن‌ها می‌توانند با انرژی و میل خود برای نظم بخشی به جهان با توجه به چشم‌انداز خود، دیگران را سرکوب کنند. در نتیجه، آن‌ها ممکن است مضر، شتابزده و کنترلگر به نظر برسند.
ENTJها تمایل دارند قدرت شخصی خود را پرورش دهند. آن‌ها هرازگاهی مسئولیت رسیدگی به وضعیتی را به عهده می‌گیرند که (حداقل ازنظر خود آن‌ها) کنترل از به نظر می‌رسند یا اینکه در صورت عدم رسیدگی ممکن است تقویت‌شده و تشدید شوند. آن‌ها تلاش می‌کنند تا چیزهای جدیدی را یاد بگیرند که به آن‌ها در حل مسائل کمک کند. بااین‌حال، ازآنجاکهENTJها به حقایق قابل‌اثبات تکیه می‌کنند، ممکن است مسائل ذهنی را بی‌معنی بیابند. ENTJها به نظر می‌رسد رویکرد سختی را نسبت به مسائل احساسی یا شخصی دارند و در نتیجه می‌توانند به‌عنوان افراد بی‌اعتنا و بی احساس در نظر گرفته شوند. در شرایطی که نیاز به احساس و قضاوت های ارزشی وجود دارد،ENTJها به‌خوبی برای دریافت مشاوره از تیپ شخصیتی بااحساس معتمد بودن، به کار گرفته می‌شوند.
در هنگام تلاش برای دستیابی به یک هدف، ENTJها اغلب نیازهای شخصی خود را کنار می‌گذارند تا کار انجام شود (و ممکن است از دیگران انتظار داشته باشند که همین کار را انجام دهند). به همین دلیل، ENTJها ممکن است ازنظر برخی از افراد، فداکار باشند،  اما ازنظر برخی دیگر «سرد و بی‌عاطفه» باشند، به‌ویژه کسانی که احساس را ارجح می‌دانند.

### ENTJهای سرشناس
با توجه به نظر دیوید کی، بر اساس مشاهدات رفتاری، ENTJهای سرشناس احتمالاً شامل ناپلئون بناپارت، مارگارت تاچر و گلدا مایر و لیام پین  هستند.برای یک فهرست کامل‌تر این افراد، به فیلد مارشال‌های سرشناس مراجعه کنید.

### همبستگی با Enneatype
با توجه به اظهارات بارون و واژل، شایع‌ترین تیپ آنیگرام مربوط به ENTJها اصلاح طلب (گونه اولReformers)، موفقیت طلب (گونهسهAchievers)، شکاک (گونه ششSkeptics که همچنین به عنوان وفادار شناخته شده) و پیرو فلسفه بدبینی (گونه هشتمSkeptics، همچنین به عنوان چلنجر یا مبارز شناخته می‌شود) است.

### غالب: تفکر برونگرا (Te)
تفکر برون‌زاد (Te) ایده‌ها و محیط پیرامون را برای تضمین کارآمد و مولد اهداف، سازمان‌دهی و برنامه‌ریزی می‌کند.Te به دنبال توضیحات منطقی اقدامات، رویدادها و نتیجه‌گیری‌هاست، و در نتیجه متعاقب آن در جستجوی استدلال‌های اشتباه و منقضی است.
Te پیشرفته‌ترین تابع عملکرد مربوط به ENTJهاست. Teشامل تعیین ترتیب، ساختار، تخصیص و اعمال منطق در شرایط است.ENTJها با مهارت‌های سازمانی و هماهنگی قوی روبرو هستند. Teهمچنین متمرکز بر انجام وظایف به کارآمدترین و مؤثرترین روشی است، که به‌طورکلی ENTJها را قادر به هدایت و پیشبرد شرایط محیطی خود با توجه به نیازهای کاری-خاص است. علاوه بر این، Te در حین تجزیه‌وتحلیل داده‌ها برای تطابق واقعی و برنامه‌های غیرشخصی، ENTJها را قادر به جمع‌آوری داده‌های مربوطه می‌کند.

### کمکی: شهود درونگرا (Ni)
Ni سعی می‌کند نسبت به اقدامات یا دستگاه‌های نمادین، پارادوکس‌های ظاهری را ایجاد کند که قبلاً غیرقابل‌تصور بوده‌است. این واقعیت‌ها با قطعیتی به وجود می‌آید که خواستار انجام اقدامی جهت تحقق بخشیدن به چشم‌انداز جدیدی از راه‌حل‌های آتی است که ممکن است شامل نظام‌های پیچیده یا حقایق جهانی باشد.
Ni تیپ شخصیتی ENTJ را مجزا به پردازش اطلاعات و حوادث از طریق برداشت‌ها، احتمالات و مفاهیمی می‌کند که به‌موجب آن ENTJها می‌توانند درک درستی از آینده داشته باشند. Ni در قابلیت درک الگوها و برنامه‌ها سهیم است. اطلاعات عمومی و پیچیده از طریق Ni پردازش می‌شود تا شفاف‌سازی شوند و نواقص موردبررسی قرار گیرند. Ni در پیگیری اهداف ENTJها، Te را حمایت می‌کند؛ ENTJها با استفاده از Ni، وضعیت را بهینه‌سازی می‌کند و آن را به نفع خود مفیدتر می‌سازند.

### ترتیبی: درک احساسی برونگرا (Se)
Se بر تجارب و احساسات جهان زودگذر و فیزیکی تمرکز دارد. با آگاهی دقیق از محیط اطراف، این تابع عملکردی حقایق و جزئیات مربوطه را پیش رو قرار می‌دهد و ممکن است منجر به اقدامات خود به خودی شود.
در ENTJها، Se یک تابع عملکرد اساسی است، که کمتر از Te یا Ni توسعه‌یافته‌است. Se به ENTJها کمک می‌کند تا بر طبق محیط اطراف خود عملکرد مؤثری داشته باشند. ENTJها محیط فیزیکی خود را اسکن می‌کنند تا متوجه شوند که کدام پیشرفت می‌تواند انجام شود و Se به‌عنوان بخشی از کاربرد Te و Ni برای پاسخگویی به این استانداردها است. Se اطلاعاتی از تجربیات آنی را جمع‌آوری می‌کند تا دانش‌پایه ENTJها را گسترش دهد و سطح درکENTJها از واقعیت را بر اساس اقدام عملکردی افزایش دهد.

### تابع فرعی: احساس درونگرا (Fi)
Fi اطلاعات را بر اساس تفسیرهای ارزشمند فیلتر می‌کند و موجب تشکیل قواعدی با توجه به معیارهایی می‌شود که غالباً ناملموس هستند. Fi به‌طور مداوم مجموعه‌ای از ارزش‌های درونی مانند هماهنگی و اصالت را متعادل‌سازی می‌کند. با توجه به تمایزات ظریف، Fi به‌طور ذاتی بر اساس احساس ارزیابی می‌کند که چه چیزی درست است و چه چیزی در یک موقعیت نادرست است.
Fi ضعیف‌ترین تابع عملکرد ENTJها است، اما در طول زمان به تکامل می‌رسد. ENTJها در به‌کارگیری افکار ذهنی و عاطفی در تصمیم‌گیری خود با مشکل مواجه می‌شوند، زیرا آن‌ها معتقدند احساس مانع از تصمیم‌گیری قاطع و بی‌طرفی می‌شود. درحالی‌که این مسئله در معیارهای عینی قابل کاربرد است، ENTJها باید یاد بگیرند که اهمیت شدید حس درونی در روابط و ارتباطات شخصی را تشخیص دهند، زیرا باعث ایجاد پیوندهای نزدیک حیاتی برای نوع بشر می‌شود. در بدترین حالت، عدم موفقیت در درگیر کردن تابع احساس می‌تواند ENTJها را به نظر افرادی ازخودراضی، بی‌ملاحظه و رنجش آور نشان دهد. علاوه بر این، این ویژگی می‌تواند منجر به یک سیستم توسعه‌نیافته‌ای از ارزش‌های اخلاقی شود که می‌تواند ENTJها را از دنیای خود-شکوفایی شخصی خود دور کند.

### توابع سایه یا کمینه
بعدها محققان شخصیتی (به‌ویژه Linda V. Berens) چهار توابع دیگر را به سلسله‌مراتب نزولی اضافه کرده‌اند، توابع به‌اصطلاح «سایه» که فرد به‌طور طبیعی گرایشی نسبت به آن ندارد، اما می‌تواند توسعه یابد، یا درزمانی نمایان شود که فرد تحت استرس قرار دارد. فرایندهای سایه «بیشتر بر مرزهای آگاهی ما عمل می‌کنند … ما معمولاً این فرایندها را به شیوه‌ای منفی تجربه می‌کنیم، بااین‌حال زمانی که ما آن‌ها را می‌پذیریم، می‌توانند کاملاً مثبت باشند». در خصوص تیپ شخصیتی ENTJ، این توابع سایه (به ترتیب) عبارت‌اند از:
- تفکر درونگرا (Ti: (Ti به دنبال دقت، مانند کلمه دقیق برای بیان ایده است. این تمایزات جزئی را مشخص می‌کند که ماهیت چیزها را تعریف می‌کند، سپس آن‌ها را تجزیه‌وتحلیل و طبقه‌بندی می‌کند. Ti به‌صورت همه‌جانبه یک موضوع را بررسی می‌کند، و درصدد حل مشکلات هم‌زمان با به حداقل رسانی تلاش و عوامل خطر است. این تابع عملکرد از مدل‌ها برای ریشه‌یابی تناقض منطقی استفاده می‌کند.[۱۸] در مورد تیپ شخصیتی ENTJ, Ti از طریق بسط دادن کاربرد تابع فکر از Te پشتیبانی می‌کند. اما استفاده از Ti مستلزم تلاش بیشتری است و کاربرد Ti نیز محدودتر و موشکافانه‌تر است.
- شهود برون‌زاد (Ne: (Ne مفاهیم پنهان را، با استفاده از سؤالات “what if”برای یافتن گزینه‌های جایگزین و ایجاد امکان‌پذیری وجود احتمالات هم‌زمان پیدا می‌کند و مورد تفسیر قرار می‌دهند. این بازی تخیلی، موجی از بینش‌ها و تجارب را از منابع مختلف در هم می‌آمیزد تا موجودیت جدیدی را شکل دهد که درنهایت می‌تواند تبدیل به کاتالیزوری در اقدام عملی شود.[۱۹] برای ENTJ, Ne می‌تواند ایده‌ها را تولید کند و به هم ربط دهد، جان تازه‌ای را به فرایند شهودی Ni بیفزاید. در شکل منفی آن،Ne دارای هیچ عنصر حیاتی نیست که ممکن است منجر به اقداماتی گردد که باعث تخریب یا انزوای دیگران شود.
- درک حسی درونگرا (Si: (Si در لحظه اطلاعات را جمع‌آوری می‌کند و آن را با تجارب گذشته مقایسه می‌کند. این فرایند گاه احساسات مربوط به خاطراتی را تحریک می‌کند که گویی فرد موردنظر آن را تحمل کند. در تلاش برای حفظ احساسات آشنا، Si بر خاطرات گذشته متمرکز می‌شود تا اهداف و انتظارات را در مورد آنچه در آینده اتفاق می‌افتد، شکل دهد.[۲۰] برای ENTJ, Si می‌تواند راهنمایی‌های عملی و بینش مضحکی را در موقعیت‌های خسته‌کننده یا پردردسر ارائه دهد که بر ENTJ پایدار دیگرتانید دارد. بااین‌حال، نادیده گرفتن Si می‌تواند به بی‌مبالاتی و رفتار شتاب‌زده در وظایف جزئیات-گرا منجر شود.
- • احساس برونگرا (Fe: (Feدرصدد ایجاد ارتباطات اجتماعی است و تعاملات هماهنگ را با رفتار مؤدبانه، محتاطانه و مناسب ایجاد می‌کند. Fe به واکنش‌های صریح (و ضمنی) دیگران پاسخ می‌دهد و حتی ممکن است منجر به درگیری درونی بین نیازهای خود فرد و تمایل به پاسخگویی به نیازهای دیگران شود.[۲۱] در خصوص ENTJ، تابع Fe فاقد تصدیق مناسب مانند همتای تابع فرعی Fi است. در دراز- مدت، Fe آگاهی ENTJها نسبت به خود و دیگران را با تضعیف اثرات بیش‌ازحد تابع غالب Te متعادل می‌کند.